# Grado (Olaszország)
Grado (friuli nyelven: Grau, helyi nyelvjárásban: Gravo, szlovénül: Gradež) Észak-Olaszország keleti csücskében, a Trieszti-öbölben, az Adriai-tenger partján fekvő kis város, a térség leghíresebb fürdőhelyeinek egyike. A település autóval két középkori úttá alakított gáton megközelíthető festői szigetváros. Az egyik gáton Aquileia felől, míg a másikon Monfalcone felől közelíthetjük meg a kis Velenceként is emlegetett várost. A Gradói patriarkátus székvárosa volt.

## Története
A kisvárost körülbelül kétezer éve lakják, akkoriban Aquileia kikötője volt, majd annak vetélytársává is emelkedett. A történelmi belvárost (Grado Vecchia) az 5. században építették ki, miután, 452-ben Attila hun király seregei elől, Velencéhez hasonlóan, a környék lakossága Grado lagúnája szigeteire menekült. 568-ban a longobárdok támadása miatt Friuli pátriárkája székhelyét is ide telepítették át, ettől kezdve az egyházi építkezés is fellendült. 875-ben a települést csak a velencei hajóhad tengeri győzelme mentette meg a dalmát kalózok dúlásától.
A 19. század második fele óta közkedvelt fürdőhely.

## Népesség
A település lakossága az elmúlt években az alábbi módon változott:
| Lakosok száma | 8222 | 8173 | 7658 |
|               | 2017 | 2018 | 2023 |

## Látnivalók
- Sant’Eufemia-bazilika, a Gradói patriarkátus székesegyháza volt

## Külső hivatkozások
- Információk Grado történetéről (angolul)